# Ibolyakék napfénykolibri
Az ibolyakék napfénykolibri (Heliangelus viola) a madarak osztályának sarlósfecske-alakúak (Apodiformes) rendjébe és a kolibrifélék (Trochilidae) családjába tartozó faj.

## Rendszerezése
A fajt John Gould angol ornitológus írta le 1853-ban, a Heliotrypha nembe Heliotrypha viola néven.

## Előfordulása
Az Andok hegységben, Ecuador és Peru területén honos. Természetes élőhelyei a szubtrópusi és trópusi hegyi esőerdők és cserjések.

## Megjelenése
Testhossza 12 centiméter, testtömege 5,1–6,6 gramm.
|  |  |

## Természetvédelmi helyzete
Az elterjedési területe nagy, egyedszáma pedig stabil. A Természetvédelmi Világszövetség Vörös listáján nem fenyegetett fajként szerepel.